# 328.
◄ | 3. stoljeće | 4. stoljeće | 5. stoljeće | ►
◄ | 290-ih | 300-ih | 310-ih | 320-ih | 330-ih | 340-ih | 350-ih | ►
◄◄ | ◄ | 325. | 326. | 327. | 328. | 329. | 330. | 331. | ► | ►►
Astronomija • Književnost • Kršćanstvo

## Rođenja
- Valens, rimski car († 378.)

## Vanjske poveznice
|  | Zajednički poslužitelj ima još gradiva o temi 328. |